# سالو، أو 120 يوما من سدوم
سالو، أو 120 يوما من سدوم (بالإيطالية: Salò o le 120 giornate di Sodoma)‏ هو فيلم فرنسي إيطالي أنتج سنة 1975، من تأليف وإخراج بيير باولو بازوليني. الفيلم مُقتبس من رواية أيام سدوم المائة والعشرون من تأليف الروائي الفرنسي ماركيز دي ساد.

## روابط خارجية
- سالو، أو 120 يوما من سدوم على موقع IMDb (الإنجليزية)
- سالو، أو 120 يوما من سدوم على موقع روتن توميتوز (الإنجليزية)
- سالو، أو 120 يوما من سدوم على موقع نتفليكس (الإنجليزية)
- سالو، أو 120 يوما من سدوم على موقع ألو سيني (الفرنسية)
- سالو، أو 120 يوما من سدوم على موقع Turner Classic Movies (الإنجليزية)
- سالو، أو 120 يوما من سدوم على موقع أول موفي (الإنجليزية)
- سالو، أو 120 يوما من سدوم على موقع فيلمافينيتي (الإسبانية)
- سالو، أو 120 يوما من سدوم على موقع قاعدة بيانات الأفلام السويدية (السويدية)
- سالو، أو 120 يوما من سدوم على موقع قاعدة بيانات الفيلم (الإنجليزية)
- سالو، أو 120 يوما من سدوم على موقع ليتربوكسد (الإنجليزية)